# Estadio de Beisbol Monterrey
 (avril 2025).
L'Estadio de Beisbol Monterrey est un stade mexicain situé à Monterrey. Le stade accueille principalement des rencontres de baseball et est le domicile du club Sultanes de Monterrey. 
Il a ouvert en 1990 et peut contenir jusqu'à 27 000 personnes. En 1996, il accueillit trois rencontres de Major League Baseball opposant les San Diego Padres et New York Mets, ce fut la première fois qu'un match de major league baseball se déroula au Mexique. Le stade accueillit également la première rencontre de la saison de MLB 1999 entre les Colorado Rockies et les San Diego Padres.
Le stade accueille également des concerts ou des événements religieux.